# Wing Commander (Computerspielreihe)
Wing Commander ist eine Computerspiel-Reihe von Origin Systems, Serienschöpfer ist der US-amerikanische Spieleentwickler Chris Roberts. Die Serie handelt vom Überlebenskampf der Menschheit im 27. Jahrhundert gegen aggressive Alienrassen, insbesondere gegen die katzenartigen Kilrathi.
Zwischen 1990 und 2007 erschienen insgesamt 17 Titel, hauptsächlich für den PC. Die überwiegende Mehrheit der Spiele ist dem Genre der Weltraumactionsimulationen zuzurechnen. Dabei wird zwischen einer Hauptreihe mit mehreren Erweiterungen und diversen Ablegern unterschieden. Kennzeichnend für die Serie ist die Verbindung actionreicher Weltraumgefechte mit einer dichten, filmartig inszenierten Hintergrundgeschichte, die vom Spieler in gewissem Umfang beeinflusst werden kann.
Der erste Teil der Serie gilt als einer der maßgeblichen Titel für den Erfolg des Spiele-PCs Anfang der 1990er und setzte technisch wie erzählerisch Maßstäbe. Einen weiteren erzählerischen Meilenstein setzte Wing Commander III durch seine Annäherung an das Filmgenre. Das Spiel beinhaltete als erster Titel der Serie aufwändige, realverfilmte Zwischensequenzen mit einer Besetzung durch bekannte Filmschauspieler. Mit ihren Budgets von mehreren Millionen US-Dollar zählten die Teile III und IV dabei zu den aufwändigsten Spielproduktionen ihrer Zeit. Neben den Spielen erschienen vor dem Erzählhintergrund der Serie weiterhin eine Zeichentrickserie, eine Verfilmung und zehn Buchromane.

## Hintergrund
Wing Commander ist eine Science-Fiction-Weltraumsaga, die vor allem die kriegerischen Auseinandersetzungen der ins Weltall vorgestoßenen Menschheit mit diversen außerirdischen Spezies thematisiert. Der Hintergrund wurde, beginnend mit Wing Commander I, durch diverse Spiele, Bücher und einige Verfilmungen ausgearbeitet, wenngleich mit teils widersprüchlichen Detailangaben und Neubearbeitungen. Der für ein frühes Actionspiel vergleichsweise dichte Hintergrund stellt dabei eine wichtige Motivation für die Spiele dar. Zeitlich spielen die Ereignisse im 27. Jahrhundert nach Christus. Der bei weitem größte Teil der Wing-Commander-Historie beschäftigt sich mit dem Krieg der Menschheit gegen die katzenartige Alienrasse der Kilrathi.

Embleme der beiden fiktiven Fraktionen wie sie in späteren Wing Commander Teilen erscheinen: links die Terranische Konföderation, rechts das Imperium der Kilrathi

Im 27. Jahrhundert hat die Menschheit erfolgreich den Schritt in den Weltraum vollzogen und fremde Sternensysteme besiedelt. Möglich wurde das mit Hilfe einer Sprungtor-Technologie, die die Menschen zur überlichtschnellen Reise zwischen den verschiedenen Sonnensystemen befähigt. Die verschiedenen Sonnensysteme bilden zusammen die demokratisch organisierte „Terranische Konföderation“. Bei ihrem Vorstoß trafen die Menschen auf verschiedene fremdartige Spezies. Im Jahr 2634 zählt dazu bereits das Imperium der kriegerischen Kilrathi, benannt nach ihrem Heimatplaneten Kilrah. Nachdem von diesen zuvor bereits kleinere Außenposten der Menschheit angegriffen wurden, erfolgt im selben Jahr ein massiver Angriff der Kilrathi auf das militärisch bedeutsame McAuliffe-System (vgl. Handlung des Romans Die Bedrohung). Der daraus entstehende Krieg führt zu jahrzehntelangem Blutvergießen mit wechselndem Schlachtenglück, das die Menschheit mehrfach an den Rand der totalen Niederlage führt.
2654 wird Christopher „Maverick“ Blair, der Spielercharakter der Spiele Wing Commander I – IV, als Pilot von der Akademie auf das Trägerschiff „TCS Tiger’s Claw“ versetzt. Durch die Teilnahme an mehreren Kriegskampagnen steigt Blair, ab Wing Commander III verkörpert durch den Schauspieler Mark Hamill, zu einem der besten Jägerpiloten der Konföderation auf und hat maßgeblichen Anteil am erfolgreichen Abwehrkampf gegen die Kilrathi. Seine Karriere ist eng mit der seines ehrgeizigen Vorgesetzten Admiral Geoffrey Tolwyn (Malcolm McDowell) verknüpft. Tolwyns Charakter ist ambivalent. Er gilt als charismatischer Anführer und genialer Stratege, der die Menschheit bereits mehrfach vor dem drohenden Untergang bewahrt hat. Zugleich ordnet er den Kriegszielen jegliches Mitgefühl unter und tritt mit einer gewissen Arroganz und Emotionslosigkeit auf, die ihn unsympathisch und unnahbar machen. Die Beziehung zwischen dem Admiral und Blair ist gekennzeichnet durch zahlreiche Spannungen. Tolwyns Planungen und die Ausführung dieser Pläne durch Blair haben letztlich jedoch großen Anteil am Sieg der Menschheit gegen die Kilrathi im Jahr 2669 (dargestellt v. a. in den Spielen Wing Commander I – III).
2673 kulminiert die kontroverse Beziehung zwischen Blair und Tolwyn in einer finalen Auseinandersetzung der beiden Kriegshelden. Nach dem Sieg der Menschen kehrt nur für kurze Zeit Frieden ein. Zunehmende Spannungen zwischen den Hauptwelten der Konföderation und den menschlichen Grenzwelten, dargestellt in Wing Commander IV, drohen sich zu einem neuen, umfassenden Krieg auszuweiten. Der eigentlich in Ruhestand versetzte Blair wird von Tolwyn reaktiviert, um ihn bei der Aufklärung der Umstände zu unterstützen. Doch Blair entlarvt Tolwyn als Rädelsführer einer Gruppe von Kriegstreibern, die durch die von ihnen verursachten Unruhen einen neuen Krieg zu entfachen suchen. Tolwyn präsentiert sich als Anhänger einer natürlichen Selektion durch immerwährenden Krieg. Er wird durch Blair gestoppt und wählt schließlich den Freitod.
2681 trifft die Menschheit auf eine weitere kriegerische Spezies, die in Ermangelung genauerer Kenntnisse als Nephilim bezeichnet wird (vgl. Handlung des Spiels Wing Commander: Prophecy). Die durch ein Sprungtor im zerstörten Kilrah-System eingedrungenen Insektoiden gehen mit rücksichtsloser Härte gegen militärische und zivile Einrichtungen im Einflussbereich der Kilrathi und Menschen vor. Zentrale Figur der Handlung ist der junge Pilot Lance Casey (Steven Petrarca), der als Akademieabgänger auf das moderne Trägerschiff „TCS Midway“ versetzt wird und Blair als Spielercharakter ablöst. Es gelingt der Besatzung der „Midway“, den Vorstoß der Invasoren zu stoppen und das Verbindungstor zu ihren Heimatwelten im Kilrah-System zu verschließen. Blair, der die gesamte Operation als militärischer Berater an Bord der „Midway“ begleitet hat, wird seit diesem Einsatz vermisst und gilt offiziell als tot. Im Nachgang an diese Kampagne muss die Menschheit die verbliebenen Streitkräfte der Nephilim aus ihrem Hoheitsgebiet vertreiben (vgl. Handlung der Erweiterung Wing Commander: Secret Ops).
An diesem Punkt endet der Handlungsbogen der Reihe. Trotz ursprünglich angekündigter Weiterführungen verzichtete Rechteinhaber Electronic Arts nach Wing Commander: Secret Ops auf die Entwicklung weiterer handlungsgetriebener Serienableger, wodurch einige Erzählstränge unbeantwortet oder ungewiss bleiben, etwa das Schicksal Blairs.
1999 erschien ein unter der Regie von Serienschöpfer Chris Roberts entwickelter Kinofilm mit dem simplen Titel Wing Commander. In diesem Film übernimmt Freddie Prinze junior die Rolle des jungen Christopher Blair. Die Handlung spielt ungefähr zum gleichen Zeitpunkt wie Wing Commander I, weicht aber deutlich von der Erzählung der Spielreihe ab. Kennzeichnend für die Filmumsetzung ist die Charakterisierung Blairs als Nachkomme der sogenannten Pilger, einer lange Zeit verfolgten Menschengruppierung, die besondere Begabungen in Bezug auf den Weltraum besitzt. Diese Fähigkeiten werden als Grund für Blairs überragende Pilotenqualitäten angegeben. Die Pilger-Thematik wurde in insgesamt drei Romanen von Peter Telep zum sogenannten Filmuniversum weiter ausgeführt.

## Spielprinzip
Bis auf Wing Commander Arena zählen alle Titel der Reihe zum Genre der Weltraum-Flugsimulationen. Der Spieler steuert aus einer Ego- oder Third-Person-Perspektive einen Raumjäger, mit dem er in zahlreichen actionreichen Kämpfen in einer dreidimensionalen Umgebung gegnerische Raumjäger und Großkampfschiffe ausschalten muss. Seit Anbeginn der Serie werden die Missionen, mit wenigen Ausnahmen, durch einen durchgängigen Handlungsfaden miteinander verbunden. Die Erzählung der Handlung erfolgt durch filmartige Sequenzen, zu Anfang in animierten Zwischensequenzen, in späteren Teilen schließlich durch realverfilmte Full Motion Videos. Der Spielverlauf ist dabei weitestgehend linear, mit einigen wenigen Entscheidungsmöglichkeiten. Lediglich die beiden Privateer-Ableger bieten zusätzlich eine offene, frei erkundbare Spielwelt und die Möglichkeit, neben den Hauptmissionen Handel zu betreiben oder Nebenaufgaben anzunehmen. Sie zählen damit zur Unterkategorie der Weltraum-Handelssimulationen.
Wing Commander Arena ist ein arcadelastiges Online-Multiplayerspiel für Xbox 360, das 2007 nach neunjähriger Unterbrechung und ohne jegliche Verbindung zu den vorherigen Teilen veröffentlicht wurde. Kerninhalt des Spiels sind actionreiche Arenakämpfe zwischen mehreren menschlichen Spielern, ein Handlungsmodus existiert nicht. Im Gegensatz zu allen anderen Titeln der Reihe betrachtet der Spieler das Spielgeschehen aus einer isometrischen Überblicksperspektive und kann seinen Raumjäger lediglich entlang von zwei Raumachsen bewegen.

## Hauptreihe

### Wing Commander (1990)

Logo zu Wing Commander (Verkaufsbox-Version)

Im ersten Wing Commander beginnt die Karriere des Helden. Frisch von der Akademie wird er direkt an die Front auf das Trägerschiff „Tiger’s Claw“ im Vega-Sektor versetzt. In zahlreichen Missionen müssen die Besatzung und die Piloten die menschlichen Kolonien vor den vernichtenden Angriffen der Kilrathi beschützen.
Das Ende 1990 veröffentlichte Spiel galt als ein Hauptgrund für den Siegeszug des PCs als Spieleplattform zu Anfang der 1990er. Grafik, Sound und eine verzweigte Missionsstruktur, die sich nach den Leistungen des Spielers richtete, setzten neue Maßstäbe. Nicht zuletzt die filmartige Inszenierung bescherte hohes Kritikerlob. In den folgenden Jahren wurde das Spiel auf zahlreiche andere Systeme portiert, darunter Amiga und SNES. Origin veröffentlichte unter dem Titel The Secret Missions 1 und 2 weiterhin zwei Erweiterungen des Hauptspiels mit neuen Missionen und einer jeweils eigenen Hintergrunderzählung. 1995 wurde das Spiel in einer optisch stark überarbeiteten Version als Super Wing Commander für 3DO und Mac OS veröffentlicht.

### Wing Commander II – Vengeance of the Kilrathi (1991)

Logo zu Wing Commander II (Verkaufsbox-Version)

Der Nachfolger zu Wing Commander erschien bereits ein Jahr nach dem ersten Teil unter dem Titel Wing Commander II – Vengeance of the Kilrathi, diesmal jedoch ausschließlich für DOS-PC und den japanischen FM-Towns-Computer. Er basierte weiterhin auf der technischen Grundlage seines Vorgängers und übernahm auch dessen Spielprinzip ohne größere Änderungen. Stattdessen konzentrierte sich der Serienschöpfer zusehends stärker auf die Inszenierung der Handlung. Der verhältnismäßig freie Spielverlauf des Vorgängers wurde dafür aufgegeben und stärker auf animierte Zwischensequenzen gesetzt.
Nach dem ersten Konflikt mit den Kilrathi wird die „TCS Tiger’s Claw“ bei einem Angriff nichtidentifizierter Kilrathi-Schiffe zerstört. Der Spielercharakter entkommt, doch Admiral Tolwyn lastet ihm die Verantwortung für die Vernichtung des Trägers an und sorgt für seine Versetzung auf einen abgelegenen Außenposten. Erst als er zehn Jahre später während eines Patrouillenfluges Tolwyns neues Flaggschiff, das Trägerschiff „TCS Concordia“, vor der Vernichtung durch die Kilrathi bewahrt, gelingt ihm die Rückkehr in den aktiven Dienst. Die „Concordia“ begibt sich auf die Suche nach dem geheimen Hauptquartier der Kilrathi im Enigma-Sektor. Dabei wird der Erfolg der Operation von einem Saboteur unter der Besatzung des Schiffes bedroht.
Wing Commander II bot erstmals die Unterstützung für eine digitalisierte Sprachausgabe. Diese musste jedoch mit dem sogenannten Speech Accessory Pack zusätzlich erworben werden und ersetzte die Zwischensequenzen. Wie bereits beim Vorgänger veröffentlichte Origin weiterhin zwei Missionspakete mit dem Namen Special Operations 1 (1991) und Special Operations 2 (1992), die das Spiel jeweils um eine zusätzliche Kampagne mit eigener Handlung erweiterten.

### Wing Commander III – Heart of the Tiger (1994)

Logo zu Wing Commander III – Heart of the Tiger (Verkaufsbox-Version)

Der dritte Teil der Serie aus dem Jahr 1994 führt die Auseinandersetzung zwischen Menschen und Kilrathi zu einem Ende. Nach dem Verlust der „TCS Concordia“ wird der Spieler an Bord des Trägerschiffs „TCS Victory“ verlegt. Mit diesem dringt er weit in das kilrathische Territorium vor, um Kilrah, die Heimatwelt der Kilrathi, zu zerstören. Probleme bereitet jedoch ein unbekannter Spion, der die Pläne der Konföderation an die Kilrathi verrät. Schließlich gelingt es dem Spielercharakter in einer Kommandoaktion nach Kilrah vorzudringen und durch den Abwurf einer speziellen Bombe den tektonisch instabilen Planeten zu zerstören. Die Kilrathi kapitulieren und der Krieg kommt zu einem Ende.
Wing Commander III – Heart of the Tiger stellte eine wesentliche Weiterentwicklung der Serie dar und wurde mit einem Budget von etwa vier bis fünf Millionen US-Dollar entwickelt. Im Gegensatz zur Bitmap-Grafik von Wing Commander I und II verwendete Origin seine Polygon-3D-Engine RealSpace, die zuvor bereits in Strike Commander und Wing Commander Armada zum Einsatz kam. Statt animierter Zwischensequenzen wurden alle Szenen mit Hilfe von Bluescreen-Technik und Schauspielern aufgenommen. Der Name des Spielercharakters wurde kanonisch auf Christopher „Maverick“ Blair festgelegt und von Schauspieler Mark Hamill verkörpert. In den weiteren Hauptrollen fungierten Malcolm McDowell als Admiral Geoffrey Tolwyn, John Rhys-Davies als James „Paladin“ Taggart und Tom Wilson als Todd „Maniac“ Marshall. Das Spiel wurde unter anderem als interaktiver Film beworben. Daneben gilt Wing Commander III als einer der maßgeblichen Titel für den Erfolg der CD-ROM als Datenträgerformat. Das Spiel erschien neben DOS- und Windows-PCs auch für PlayStation, Mac OS und 3DO.

### Wing Commander IV – The Price of Freedom (1996)
Wing Commander IV erschien bereits im Februar 1996 und war der letzte Teil der Serie, der unter der Federführung von Serienschöpfer Chris Roberts entstand. Es handelt sich thematisch um einen Epilog zur Kilrathi-Trilogie. Nach dem Sieg über den Erzfeind befindet sich die Konföderation in einer Neuorientierungsphase. Es kommt zu Spannungen zwischen den Kernwelten der Konföderation und der Union der Grenzwelten, die zunehmend häufiger in militärischen Auseinandersetzungen enden. Vor einer offiziellen Kriegserklärung der Föderation wird Admiral Tolwyn mit einer Untersuchung des Konflikts und seiner Ursachen beauftragt. Tolwyn lässt daraufhin Blair aus dem Ruhestand zurückholen und an Bord der „TCS Lexington“ versetzen. Blair kommt im Verlauf einer Gruppe von Kriegstreibern auf die Spur, deren Bemühungen er unterbinden muss, um einen Krieg der Menschheit gegeneinander zu verhindern.
Wing Commander IV setzte die Designformel seines direkten Vorgängers fort. Die technische Basis blieb die gleiche und wurde lediglich technisch optimiert. Statt reiner Bluescreen-Technik wurde diesmal mit echten Filmsets in den Ren-Mar Studios in Los Angeles gedreht. Die aus dem Vorgänger bekannten Schauspieler kehrten in ihre jeweiligen Rollen zurück. Die Produktionskosten stiegen auf zwölf Millionen US-Dollar an. Neben der PC-Version wurde Wing Commander IV zudem auf den Macintosh von Apple und die Playstation von Sony portiert.

### Wing Commander: Prophecy (1997)

Logo zu Wing Commander: Prophecy

Wenige Jahre nach der Niederlage der Kilrathi gegen die Konföderation öffnet sich im Kilrah-System ein Sprungtor und eine unbekannte, aggressiv feindliche Macht betritt das System. Diese Ereignisse korrespondieren dabei auffällig mit einer alten Kilrathi-Prophezeiung, die eine Zeit der Dunkelheit ankündigt, sollten die Kilrathi durch „Das Herz des Tigers“ (vgl. den Untertitel zu Wing Commander III) besiegt worden sein. Anfangs noch unbemerkt, beginnen die Invasoren umgehend damit, die umliegenden Kilrathi-Welten und auch konföderierte Streitkräfte zu überfallen und erbarmungslos auszulöschen. Im Mittelpunkt der Handlung steht diesmal nicht mehr Christopher Blair, sondern der frisch von der Akademie kommende Pilotenneuling Lance Casey, Sohn des Piloten Michael Iceman Casey (vgl. Wing Commander I). Dieser wird dem neuen Superträgerschiff „TCS Midway“ zugeteilt, die bald auf die Invasoren trifft. Es gilt, die Aggressoren abzuwehren, die Erde über die neuen Angreifer zu informieren und den Vorstoß der Aliens aufzuhalten.
Nach dem Abgang von Chris Roberts bei Origin übernahm ein neues Führungsteam die Projektleitung für Wing Commander Prophecy. Am grundsätzlichen Prinzip der beiden Vorgänger, Weltraum-Einsätze kombiniert mit filmischen Zwischensequenzen, wurde nichts verändert. Als spielerisches Vorbild dienten jedoch wieder stärker die ersten Teile. Die Entscheidungsmöglichkeiten während der Videosequenzen wurden aufgegeben, Variationen des Spielverlaufs ergaben sich stärker aus dem Abschneiden während der Flugmissionen. Das Entwicklungsbudget sank auf drei Millionen US-Dollar (ohne Marketingkosten). Erstmals in der Seriengeschichte unterstützte das Spiel 3D-Beschleuniger und bot Besitzern entsprechender Karten verbesserte Texturen und Effekte. Für das Raumschiffdesign wurde der bekannte Industriedesigner Syd Mead engagiert. Mark Hamill, Tom Wilson und Ginger Lynn Allen kehrten in ihre bereits zuvor verkörperten Rollen zurück.
Nach der ursprünglichen Veröffentlichung für PC im Jahr 1997 wurde Wing Commander Prophecy 2003 von Raylight Studios auch auf den Game Boy Advance portiert, allerdings mit deutlich reduziertem Umfang und einer neuen, der Leistung der Handheld-Konsole angepassten Grafikengine. Wing Commander Prophecy war zugleich der letzte Teil der Hauptserie. Obwohl die Handlung ursprünglich auf mehrere Teile ausgelegt war, wurde die Reihe von Origin/Electronic Arts nicht mehr weitergeführt.

### Wing Commander: Secret Ops (1998)

Logo zu Wing Commander: Secret Ops

Obwohl das Sprungtor der Nephilim in Wing Commander: Prophecy zerstört werden konnte, sind dadurch nicht alle feindlichen Kräfte vernichtet. Casey und seine Pilotenkollegen werden nach der Rückkehr ins Sonnensystem auf die „TCS Cerberus“ versetzt, die sehr bald auf weitere Streitkräfte der Nephilim trifft. Es gilt, die feindliche Operationsbasis ausfindig zu machen und die gegnerischen Truppen zu vernichten.
Wing Commander: Secret Ops verwendet die leicht verbesserte Technik von Wing Commander: Prophecy und wurde im Episodenformat kostenlos über das Internet verteilt, lediglich eine kostenlose Registrierung war Pflicht. Zur Reduzierung der Datengröße gab es jedoch keine aufwändigen Videosequenzen mehr und auch die Sprachausgabe musste gesondert heruntergeladen werden. Stattdessen wurden Sequenzen in der Spielengine verwendet, E-Mails und Textbotschaften ersetzten auch die Filmeinlagen zur Missionsbeschreibung. Später wurden die Secret Ops gemeinsam mit Wing Commander: Prophecy Bestandteil der Budgetfassung Prophecy Gold. Durch diese Zusammenfassung der beiden Titel, den reduzierten Umfang, die gemeinsame technische Basis und durch die Namensverwandtschaft zu den früheren Add-ons The Secret Missions und Special Operations gelten die Secret Ops gemeinhin als Add-on zu Prophecy, obwohl sie als Programm eigenständig lauffähig sind. 1998 handelte es sich um ein innovatives Projekt, das interessierte Nutzer aufgrund der vorherrschenden Übertragungsgeschwindigkeiten und Verbindungstarife zeitlich wie kostenmäßig vor eine Herausforderung stellte. Zur Entlastung wurde das Basispaket auch auf vielen Begleit-CD-ROMs damaliger PC-Zeitschriften veröffentlicht.

## Ableger

### Wing Commander: Privateer (1993)

Logo zu Wing Commander: Privateer

Wing Commander Privateer (engl. für „Freibeuter“) ist ein Weltraumhandels-Spiel im Stil von Elite, das neben dem Handelsaspekt und den Weltraumkämpfen außerdem über eine in gerenderten Filmsequenzen erzählte Handlung verfügt. Es erschien am 22. September 1993 für DOS-PCs.
Das Spielgeschehen findet im Gemini-Sektor statt, einem Grenzgebiet zwischen terranischer Konföderation, Kilrathi-Imperium und bislang unerforschten Bereichen der Galaxis. Der Spieler übernimmt die Rolle eines frei benennbaren, kanonisch als Grayson Burrows bezeichneten Freihändlers und Söldners, der auf die Spuren einer alten Alienrasse stößt. Die Haupthandlung kann jedoch jederzeit unterbrochen werden, um einer der zahlreichen Nebenbeschäftigungen nachzugehen. Neben dem Transport von Waren von einem Planeten zum anderen können auch Söldner-Aufträge angenommen werden, die in verschiedenen Schwierigkeitsgraden und Missionstypen wie Patrouillen-, Kampf- und Erkundungs-Einsätzen vorliegen. Das Spiel unterscheidet zwischen verschiedenen Fraktionen. Das Verhalten des Spielers gegenüber Vertretern dieser Fraktionen wirkt sich auf das weitere Verhalten ihrer Mitglieder gegenüber dem Spieler aus.
Das ursprüngliche Konzept des Spiels wurde von Chris Roberts gemeinsam mit seinem jüngeren Bruder Erin ausgearbeitet. Chris Roberts war jedoch hauptsächlich auf die Entwicklung von Strike Commander fokussiert, weshalb die Verantwortung für die Entwicklung von Privateer in den Händen Erins lag.

### Privateer 2: The Darkening (1996)

Logo zu Privateer 2

Privateer 2: The Darkening ist der direkte Nachfolger zu Wing Commander: Privateer. Entwickelt wurde das Spiel unter Leitung von Erin Roberts durch das EA-Studio in Manchester und erschien am 13. Dezember 1996 für DOS- und Windows-PCs. Es führt die Tradition seines Vorgängers, die Verbindung von Weltraumhandelssimulation mit actionreichen Weltraumkämpfen und einer filmisch inszenierten Handlung, fort und verwendet wie Wing Commander III und IV mit Schauspielern inszenierte Filmsequenzen zur Wiedergabe des Handlungsrahmens.
Im Mittelpunkt der Handlung steht der von Clive Owen verkörperte Charakter Ser Lev Arris, der nach dem Absturz eines Raumschiffs als einziger Überlebender aus dem Wrack geborgen wurde und seitdem an Gedächtnisverlust leidet. Um auf die Spur seiner Vergangenheit zu kommen, verdingt er sich als Freihändler und Söldner im sogenannten Tri-System. Die Spielwelt wurde im Vergleich zu Wing Commander: Privateer verkleinert und verzichtet auf erkennbare Anleihen aus dem Wing-Commander-Universum, weshalb das Spiel in der Reihe eigenständig dasteht. Das Spiel wurde mit einem Budget von fünf Millionen US-Dollar entwickelt.

### Wing Commander Academy (1993)

Logo von Wing Commander Academy

Wing Commander Academy war ein Lückenfüller für die Wartezeit zwischen Wing Commander II und III, zudem sollten die Käufer auch davon abgehalten werden, das zum selben Zeitpunkt erscheinende Star Wars: TIE Fighter von LucasArts zu kaufen. Das Spiel basiert auf der technischen Basis von Wing Commander II und besitzt keinen Handlungsmodus. Stattdessen kann sich der Spieler an einem Missionseditor eigene Missionen nach einem Baukasten-Prinzip zusammenstellen. Die Missionen können gespeichert und zu einem späteren Zeitpunkt erneut gespielt werden. Durch Weitergabe der entsprechenden Speicherdateien können Missionen auch mit anderen Spielern ausgetauscht werden.
Ein als Gauntlet bezeichneter Spielmodus simuliert eine Spielhallen-Umgebung und der Spieler muss Runde um Runde gegen feindliche Raumjäger antreten. Sind alle Gegner einer Runde erledigt, erhält der Spieler einen Bonus auf seine Schutzschirme und Waffenenergie und die nächste Runde wird ausgelöst. Verliert der Spieler, ist das Spiel beendet. Zum Abschluss erhält der Spieler eine Punktwertung; die fünf besten Wertungen werden in einer Highscore-Liste angezeigt.

### Wing Commander Armada (1994)

Logo von Wing Commander Arena

Wing Commander Armada war wie auch Wing Commander Academy ein Lückenfüller, um das Warten auf Wing Commander III zu versüßen. Erstmals konnte man Schiffe der Kilrathi und Konföderation, wie den Arrow aus Wing Commander III, fliegen. Wing Commander Armada war in erster Linie ein strategisches und in zweiter ein taktisches Spiel, bei dem man seine Systeme technologisch ausbauen und notfalls – natürlich im Cockpit der verfügbaren Kampfschiffe – verteidigen konnte. Weiterhin war es möglich, in einem Mehrspieler-Modus gegeneinander anzutreten.

#### Proving Grounds
Proving Grounds ist ein kostenloses, als Download veröffentlichtes Update für Armada. Es fügt dem Grundspiel Unterstützung für IPX-Netzwerke und den neuen Arcade-Mehrspielermodus Proving Grounds hinzu. Darin können sechs Spieler mit- und gegeneinander antreten. Mit auf der Karte verteilten Powerups können zudem die Eigenschaften des eigenen Raumjägers gesteigert werden (Schildstärke, Waffensysteme usw.).

### Super Wing Commander (1994)
Super Wing Commander ist eine grafisch überarbeitete und mit Sprachausgabe versehene Version von Wing Commander I. Sie erschien 1994 für die Spielekonsole 3DO und 1995 für den Macintosh von Apple. Neben dem Grundspiel sind auch das Mission-Pack The Secret Mission 1 und einige neue Bonusmissionen enthalten, die zeitlich zwischen The Secret Missions 1 und 2 angesiedelt sind. Ziel dieser Bonusmissionen ist es, die Herkunft des Sivar-Schlachtschiffes aufzudecken, das in The Secret Missions für die Zerstörung der Goddard-Kolonie verantwortlich war, und die entsprechenden Produktionsanlagen zu zerstören.

### Wing Commander Arena (2007)

Logo von Wing Commander Arena

Neun Jahre nach dem letzten kommerziellen Spiel im Wing-Commander-Universum veröffentlichte der Entwickler Gaia Industries am 25. Juli 2007 das Spiel Wing Commander Arena für den Live-Arcade-Service der Xbox 360. Es handelte sich dabei um ein multiplayer-orientiertes Spiel für Raumgefechte mit bis zu 16 Spielern.

## Fanmodifikation und -spiele

### Privateer Remake (2005)
Auf Basis der Vega-Strike-Engine entwickelte ein kleines Team von Privateer-Fans ein Remake des originalen Wing Commander Privateer unter Open-Source-Lizenz, ohne sich dabei jedoch bis ins Detail an das Original zu halten. Version 1.0 erschien im März 2005 für Windows, MacOS und Linux.

### Privateer Gemini Gold (2009)
Im Juli 2005 begann die Entwicklung an einem weiteren Remake, das Ende 2009 erschien. Im Gegensatz zum Privateer Remake, das viel Kritik von Kennern des Wing-Commander-Universums für Erweiterungen des Spielinhaltes einstecken musste, versuchten sich die Entwickler von Privateer Gemini Gold streng am Original zu orientieren. Dabei ist es den Entwicklern gelungen, die meisten in Privateer verwendeten Grafiken als 3D-Modelle nachzubilden und mit einer verbesserten Auflösung in das Spiel zu integrieren. Privateer Gemini Gold basiert wie das Privateer Remake auf der Vega-Strike-Engine und ist für Windows, MacOS und Linux unter einer Open-Source-Lizenz frei verfügbar.

### Wing Commander Unknown Enemy (2005)
Auf Basis der Secret-Ops- Erweiterung zu Wing Commander 5 erschien mit Wing Commander Unknown Enemy ein Mod der, ähnlich wie in Wing Commander 4, in den Grenzregionen der Konföderation spielt, zeitlich jedoch im selben Setting wie Prophecy bleibt. Die Grafik der Secret-Ops-Engine wurde dafür technisch aufgewertet, neue Schiffsmodelle wurden eingefügt und auch Zwischensequenzen tragen die Geschichte voran.

### Privateer: Parallel Universe (2006)
Das im Juli 2006 als Mod zum Privateer-Remake-Projekt gestartete Parallel Universe entwickelte sich schnell zu einem eigenen Spiel, da viele Wing-Commander-Fans aufgrund einiger dem original Privateer entsprechenden Restriktionen in Gemini Gold (z. B. keine Automatik für Geschütztürme) den ansonsten gelungenen Mod als frustrierend empfanden. Konkret bietet PU eine Vielzahl von zusätzlichen Schiffen, Ausrüstung und Kampagnen. Außerdem wird momentan über eine schrittweise Integration von WCU (d. h. der kompletten Wing-Commander-Weltraumkarte) und den technischen Möglichkeiten von Multiplayerspielen diskutiert. Selbstverständlich bietet das Spiel auch neue Grafiken basierend auf aktueller Shader-Technologie, die seit Anfang 2008 implementiert werden. Derzeit wird auf SVN-Server-Technologie zurückgegriffen, mit deren Hilfe täglich neue Updates und damit auch Downloads für den Enduser möglich sind.

### Wing Commander Saga
Eine Total Conversion des Spieles Freespace 2, die jedoch Freespace 2 nicht benötigt und auf dem freigegebenen Quelltext dieses Spiels basiert. Im Gegensatz zu Privateer Remake handelt es sich hier um eine reine Kampfsimulation.
Wing Commander Saga ist zeitlich parallel zum dritten Teil der Serie angesiedelt. Das Spiel erzählt die Geschichte aus Sicht von 2nd Lieutenant David „Sandman“ Markham.
Der Ende 2006 veröffentlichte Prolog erzählt die Geschichte der ersten Tage auf dem Träger TCS CV-50 Wellington. Die Tugenden des Originals kombinieren die Entwickler mit abwechslungsreichen Missionen. Zwar verzichtet man nicht auf Zwischensequenzen, die die Geschichte im Spiel weitererzählen, trotzdem bietet man auch noch Kapitel in Textform. Diese werden in einem eigenständigen Programm, dem sogenannten Fiction Viewer, angezeigt.
Am 22. März 2012 wurde die Vollversion von Wing Commander Saga: The Darkest Dawn veröffentlicht. Sie enthält neben einer veränderten Version des Prologs eine Hauptkampagne, die während der Ereignisse in Wing Commander 3 auf dem Träger TCS CVA 98 Hermes stattfindet.
Wing Commander Saga ist nicht mit Wing Commander: The Kilrathi Saga zu verwechseln, einem offiziellen Bundle der ersten drei Wing-Commander-Teile, die dadurch nativ unter Microsoft Windows 95 laufen.

### Wing Commander Standoff
Vergleichbar zu Wing Commander Unknown Enemy entsteht auf Basis der Secret Ops mit Wing Commander Standoff ein Mod, der im Zeitrahmen des Romans "Die Geheimflotte" von William Forstchen (zwischen Wing Commander II und III) die Geschichte des Trägerschiffes TCS Firekka erzählt. Die aufpolierte Grafik von Unknown Enemy wurde dafür noch einmal aufgewertet und mit neuen/alten Schiffsmodellen aus Wing Commander I und II versehen. Auch Zwischensequenzen mit mehr oder minder guter Synchronisation sind vorhanden. In der Tradition der Teile 1 bis 4 kann die Handlung in Standoff, je nach dem Erfolg des Spielers, verschieden gute oder schlechte Wendungen nehmen.

### Wing Commander Online Rollenspiel Deutschland
Ein von EA-Games geduldetes, nicht-kommerzielles Fan-Projekt auf Basis eines würfelbasierenden Chat- und Forenrollenspiels. Das seit 1998 existierende Online-Rollenspiel setzt da an, wo die offiziellen Wing-Commander-Teile aufhören (Wing Commander Prophecy). Die Storyline des Rollenspiels wird von den spielenden Mitgliedern der Community in Eigenregie fortgeführt.

## Verfilmungen

### Wing Commander Academy (Zeichentrickserie)
Wing Commander Academy ist eine von den Universal Cartoon Studios entwickelte Zeichentrickserie im Wing-Commander-Universum. Die eine Staffel mit 13 Episoden umfassende Serie wurde am 14. Mai 1996 angekündigt und erstmals vom 21. September bis zum 21. Dezember 1996 durch den US-amerikanischen Fernsehsender USA Network ausgestrahlt. Die Serie fungiert als lose Vorgeschichte zur Computerspiel-Serie und schildert die Erlebnisse Blairs und Maniacs während ihrer Piloten-Ausbildung an der Flugakademie. Die Serie spielt im Jahr 2655. Blair, Maniac, Gwen „Archer“ Bowman und neun weitere Flugkadetten werden auf die von Commodore Tolwyn befehligte „TCS Tiger’s Claw“ verlegt, um dort ihre Ausbildung zu beenden. Wie in Wing Commander III und IV übernahmen Mark Hamill, Tom Wilson und Malcolm McDowell die Synchronisation ihrer jeweiligen Rollen in der Zeichentrickserie. Zusätzlich wurde Schauspielerin Dana Delany für die Hauptrolle der Gwen „Archer“ Bowman gewonnen. Daneben gab es weitere Gastrollen bekannter Schauspieler wie Ron Perlman, Michael Dorn, Jessica Walter und Joan Van Ark. Der erhoffte Erfolg blieb jedoch aus und die Serie wurde nach Auslaufen der Staffel nicht weiterverfolgt.

### Wing Commander (Film)
1999 erschien ein gleichnamiger Kino-Film zum Spiel. Dieser wurde von Chris Roberts und seiner 1996 gegründeten Spielefirma Digital Anvil produziert. Er erwarb dazu die Filmrechte von Origin. Der Film erzählt eine alternative Version von Blairs Anfängen an Bord der „Tiger Claw“ (statt „Tiger's Claw“). Blair, gespielt von Freddie Prinze junior, und sein Akademiekamerad Todd „Maniac“ Marshall erhalten ihre erste Versetzung von der Raumakademie an Bord des Trägerschiffs. Kurze Zeit nach ihrer Ankunft erobern die Kilrathi einen wichtigen Navigationscomputer, mit dem sie in kürzester Zeit und noch vor der Heimatflotte die Erde erreichen und vernichten können. Die „Tiger Claw“ ist das einzige Schiff, das dies noch verhindern kann. Dabei entdeckt Blair auch das Geheimnis seiner Pilger-Abstammung, einer menschlichen Gruppierung mit einer besonderen Fähigkeit beim Weltraumflug. Der Film floppte und war für Digital Anvil ein finanzielles Desaster.

## Romane
Zwischen 1992 und 1999 veröffentlichte der US-amerikanische Verlag Baen Books sieben Romane unterschiedlicher Autoren zum Wing-Commander-Spieleuniversum. Der letzte Roman False Colors sollte den Auftakt zu einer Trilogie bilden, allerdings verstarb Autor Andrew Keith vor dem Abschluss seiner Arbeiten an den beiden letzten Bänden.
1999 veröffentlichte der Verlag Harper Entertainment Peter Teleps Begleitroman zum Kinofilm. Es folgte ein zweiter namens Pilgrim Stars, der den Pilger-Hintergrund des Films weiterführte. Ein geplanter dritter Band, Pilgrim Truth, wurde nicht mehr aufgelegt. Erst 2011 stellte Telep sein Manuskript kostenfrei als E-Book zur Verfügung.
In Deutschland veröffentlichte der Bastei Lübbe Verlag zwischen 1994 und 2001 die Übersetzungen zu sieben Romanen, die Bände 1 bis 6 von Baen Books und Peter Teleps Buch zum Film. Da der Filmroman zeitnah zum Filmstart veröffentlicht wurde, ergibt sich im Deutschen eine andere Veröffentlichungsreihenfolge als bei den Originalbänden.

## Sonstige Literatur
- Meusel, Rolf: Das Wing Commander Pilotenhandbuch. Data Becker, 1992 ISBN 3-89011-538-1

Es existieren weitere offizielle und inoffizielle Spieleführer.